# Long-Term Capital Management

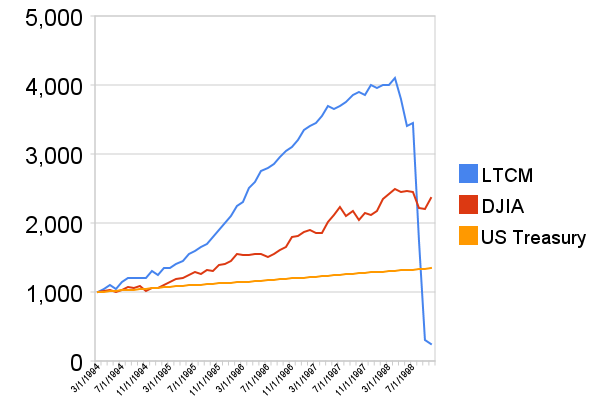
Comparación del rendimiento de 1000 US$ invertidos en LTCM con el que estos producían en el Promedio Industrial Dow Jones y en un bono del tesoro estadounidense (vencimiento constante).

Long-Term Capital Management L.P. (LTCM) fue un fondo de inversión libre de carácter especulativo con sede en Greenwich, Connecticut, Estados Unidos, que utilizó estrategias comerciales de retorno absoluto (como el arbitraje de renta fija, arbitraje estadístico y el arbitraje de cortos y largos) combinadas con un elevado apalancamiento. El principal fondo de inversión libre de la entidad, Long-Term Capital Portfolio L.P., quebró a finales de la década de 1990 y tuvo que ser rescatado por otras entidades financieras bajo la supervisión de la Reserva Federal de los Estados Unidos.
LTCM fue fundado en 1994 por John Meriwether, antiguo vicepresidente y jefe de ventas de bonos en Salomon Brothers. La junta directiva incluía a personas como Myron Scholes y Robert C. Merton, quienes compartieron el Premio en Ciencias Económicas en memoria de Alfred Nobel en 1997 por "un nuevo método para determinar el valor de los derivados". El fondo resultó un éxito en sus inicios, con retornos de un 40% neto para los inversores en sus primeros años, pero en 1998 perdió 4600 millones de dólares en menos de cuatro meses como consecuencia de la crisis financiera rusa, provocando la intervención de la Reserva Federal de los Estados Unidos. El fondo cerró a comienzos de 2000.